# المدارعة (أمرامر)
المدارعة هي إحدى مشيخات المملكة المغربية، تتبع جغرافيا لإقليم الصويرة وإداريًا لأمرامر. يقدر عدد سكانها بـ 7782 نسمة حسب الإحصاء الرسمي للسكان والسكنى لسنة 2004.